# Bailo (kommunhuvudort)
Bailo är en kommunhuvudort i Spanien.   Den ligger i provinsen Provincia de Huesca och regionen Aragonien, i den nordöstra delen av landet, 300 km nordost om huvudstaden Madrid. Bailo ligger 722 meter över havet och antalet invånare är 243.
Terrängen runt Bailo är huvudsakligen kuperad, men norrut är den platt.  Trakten runt Bailo är nära nog obefolkad, med mindre än två invånare per kvadratkilometer. Närmaste större samhälle är Berdún, 11,2 km norr om Bailo. 